# Tom și Jerry: O aventură gigantică
Tom și Jerry: O aventură gigantică (engleză Tom and Jerry's Giant Adventure) este un film de animație direct-pe-video de fantezie și comedie, lansat în anul 2013, și avându-i în distribuție pe faimoșii Tom și Jerry. Este al noulea din seria continuă de filme direct-pe-video cu Tom și Jerry. De asemenea este notabil a avea apariții a numeroase personaje din desenele clasice MGM în diferite roluri în poveste, inclusiv Droopy, Red Hot Riding Hood și Ursul Barney.
Filmul a fost lansat în America pe 6 august 2013, urmând ca să fie lansat și în România (pe DVD) dublat în română.

## Premisă
În această nouă poveste plină de peripeții, Tom și Jerry sunt printre ultimele animale care trăiesc în Storybook Town – un parc tematic inspirat din poveștile cu zâne. Tânărul Jack este disperat să salveze parcul din mâinile unui miliardar lacom. Singurele sale ajutoare sunt Tom, Jerry și câteva boabe fermecate de fasole. Ceea ce urmează va întrece orice imaginație; ei vor pleca într-o călătorie pe un vrej uriaș de fasole către un tărâm magic locuit de o specie de uriași înfricoșători.

## Legături externe
- Tom și Jerry: O aventură gigantică la Internet Movie Database